# 3G (programa de televisión)
3G fue un programa televisivo de Perú que se transmitió a través del canal Plus TV entre 2005 y 2016. Fue conducido por los actores Gianfranco Brero, Javier Echevarría y Natalia Parodi.

## Argumento
El programa es un talk show en el que se expone un tema desde tres puntos de vista generacionales distintos: los baby boomers con Gianfranco Brero, la generación X con Javier Echevarría (y temporalmente Giovanni Ciccia) y la generación del nuevo milenio con Natalia Parodi (y temporalmente Andrea Bettocchi). Les acompañan tres invitados especialistas en la materia.
Usualmente, Gianfranco Brero ocupa la posición central en la conversación, aunque esporádicamente tanto Andrea Bettocchi como Giovanni Ciccia pueden sentarse en el sofá del medio, dependiendo del tema que se discuta.
Durante la emisión del programa se sueltan datos o frases célebres que hacen alusión al tema conversado ese día.
El programa había comenzado originalmente con Brero acompañado por el actor Javier Echevarría y la actriz y psicóloga Natalia Parodi. Más adelante fueron reemplazados por el actor Giovanni Ciccia y la reportera Andrea Bettocchi, hasta que Echevarría y Parodi regresaron cuando se cumplieron 10 años del programa.

## Premios y nominaciones
| Año  | Premio                       | Categoría                                  | Resultado   | Ref.   |
| ---- | ---------------------------- | ------------------------------------------ | ----------- | ------ |
| 2005 | Premios Luces de El Comercio | Mejor programa de conversación             | Desconocido | [ 7 ]  |
| 2006 | Premios ANDA                 | Mejor programa de entretenimiento          | Nominado    | [ 8 ]  |
| 2006 | Premios Luces de El Comercio | Mejor programa de conversación/entrevistas | Nominado    | [ 9 ]  |
| 2008 | Premios Luces de El Comercio | Mejor programa de conversación/entrevistas | Ganador     | [ 10 ] |